# Movimiento Sionista Americano
El Movimiento Sionista Americano (en inglés: American Zionist Movement) o (AZM) es una federación estadounidense de grupos sionistas que están afiliados a la Organización Sionista Mundial.
El Movimiento Sionista Americano fue fundado en 1993 como una organización sucesora de la Federación Sionista Americana. Desde entonces, la AZM ha sido el representante oficial de la Organización Sionista Mundial en los Estados Unidos y dicha organización está a cargo de llevar a cabo elecciones y enviar delegados al Congreso Sionista Mundial que tiene lugar en Jerusalén cada cuatro años. 
La AZM se adhiere a los cinco principios del Programa de Jerusalén:
1) La unidad del pueblo judío y la centralidad de Israel en la vida judía;
2) La reunión del pueblo judío en su patria histórica, la Tierra de Israel, a través de la inmigración judía (Aliyá) procedente de todos los países;
3) El fortalecimiento del Estado de Israel basado en una visión profética de justicia y paz;
4) La preservación de la identidad del pueblo judío a través del fomento de la educación judía y sionista en hebreo y la promoción de los valores culturales judíos;
5) La protección de los derechos de los judíos en todo el mundo.

## Organizaciones que forman parte de la AZM
- AFSI - Americans for a Safe Israel
- Ameinu (antes Alianza Sionista Laborista)
- AMIT Children Inc.
- Asociación de Sionistas Reformistas de América (ARZA)
- Aytzim / Alianza Sionista Verde
- B'nai B'rith Internacional
- Distrito Sionista de Baltimore
- Emunah of America
- Federación Judía Reconstruccionista
- Fondo Nacional Judío
- Foro Americano de Judíos Hablantes de Ruso (American Forum of Russian Speaking Jewry)
- Fundación Bnai Zion
- Hadassah, la organización de mujeres sionistas de América
- Herut, en América del Norte
- The Israel Forever Foundation
- Tzofim / Amigos de los Exploradores de Israel
- Mercaz USA
- Na'amat, en los Estados Unidos
- Organización Sionista de América (ZOA)
- Sionistas Religiosos de América (RZA)
- Socios por un Israel Progresista (Partners for Progressive Israel)[4]